# Đường Ratchadamri
Đường Ratchadamri (tiếng Thái: ถนนราชดำริ, RTGS: Thanon Ratchadamri, phát âm [tʰā.nǒn râːt.t͡ɕʰā.dām.rìʔ]; còn được phát âm thành Rajdamri) là một con đường ở Băng Cốc. Nó dài 2,3 kilômét (1,4 mi) theo hướng Bắc Nam từ nút giao Pratu Nam, nơi giao nhau giữa đường Phetchaburi và Ratchaprarop, đến nút giao Sala Daeng, nơi giao nhau giữa đường Rama IV và Si Lom, tạo thành ranh giới giữa Pathum Wan và phó quận Lumphini thuộc quận Pathum Wan. Nó đi qua nút giao Ratchaprasong tại quận trung tâm thương mại Băng Cốc, cũng như không gian xanh của Royal Bangkok Sports Club và công viên Lumphini, khiến cho một phường cùng tên trở thành một trong những địa điểm bất động sản hàng đầu tại Băng Cốc.
Một phường tên là Ratchadamri nằm tại phía Nam của Ratchaprasong, đối diện với Royal Bangkok Sports Club. Nó bao gồm chủ yếu là đất thuộc sở hữu của Đại học Vajiravudh, được vua Vajiravudh cố tình dành riêng để tài trợ cho trường. Tại khu vực đó bao gồm ga Ratchadamri thuộc tuyến Silom BTS, là nơi tập trung nhiều chung cư và khách sạn cao cấp, và là nơi có giá căng hộ đắt nhất Băng Cốc.